# David Edgar (Schwimmer)
David Holmes Edgar (* 27. März 1950 in Fort Lauderdale, Florida) ist ein ehemaliger US-amerikanischer Schwimmer und Olympiasieger.

## Werdegang
David Edgar begann in der Highschool in seiner Heimatstadt Fort Lauderdale mit dem Schwimmtraining. 1968 setzte er ein erstes Ausrufezeichen, indem er den US-Highschool-Rekord über 50 yds Freistil auf 21,2 Sekunden drückte. Ray Bussard holte ihn an die University of Tennessee. Unter Bussards Training entwickelte sich Edgar zu einem Sprintspezialisten.
In seiner Zeit an der University of Tennessee erlernte Edgar auch den Flipturn, die Wendetechnik, die mit einem Überschlag gemacht wird. Mit einer speziellen Variation dieses Wendemanövers war Edgar in der Lage, viel Zeit zu gewinnen. So wurde er der erste Schwimmer, der die 100 yds Freistil in unter 45 Sekunden schwamm. Dieses Wendemanöver machte ihn auch zu einem Spezialisten für Kurzbahn-Wettbewerbe.
1970 bis 1972 gewann Edgar jeweils drei US-College-Meisterschaften in Folge über 50 und 100 yds Freistil auf der Kurzbahn. Seine größten Konkurrenten waren Mark Spitz und Jerry Heidenreich. Bei den Panamerikanischen Spielen 1971, die in der kolumbianischen Stadt Cali ausgetragen wurden, gewann er mit der 4-mal-100-Meter-Freistilstaffel die Goldmedaille. Ebenfalls Gold mit dieser Staffel konnte er bei den Olympischen Sommerspielen 1972 in München (zusammen mit Heidenreich und Spitz) gewinnen. Bei dem Wettbewerb verbesserte die US-Staffel den Weltrekord gleich zwei Mal. Im Vorlauf, in der Aufstellung David Fairbank, Gary Connelly, Jerry Heidenreich und David Edgar, wurde mit 3:28,84 Minuten der Weltrekord zum ersten Mal verbessert. Diese Zeit wurde im Finale durch David Edgar, John Murphy, Jerry Heidenreich und Mark Spitz mit 3:26,42 Minuten nochmals unterboten.
1996 wurde David Edgar als Honor Swimmer in die International Swimming Hall of Fame aufgenommen.